# 錢忠愛
钱忠爱（？—1626年），字仲谋，號三完，浙江绍兴府会稽县民籍，苏州府吴江县人。明朝政治人物。

## 生平
天啓元年（1621年）辛酉科顺天中式舉人，榜名孫忠愛，二年（1622年）壬戌科進士。兵部观政，本年授增城县知县，兼署新会，典吏顾昆玉为人横暴，挞人常欲见血。四年本省同考，五年（1625年）调繁南海县。六年卒。

## 家族
祖钱呈之，知县。父钱应春，庠生。